# David N'Gog
David N'Gog (født 1. april 1989 i Gennevilliers, Hauts-de-Seine) er en fransk/camerounsk fodboldspiller, der spiller angriber for den skotske klub Ross County. Han startede sin karriere i Paris Saint-Germain og har derudover repræsenteret blandt andet Liverpool og Bolton.
Han er fætter til Panathinaikos og fransk landsholdsspiller Jean-Alain Boumsong.